# Глаголска именица
Глаголска именица је именица која је изведена од глагола или на неки други начин одговара глаголу. Означава пре свега радње, стања или збивања, имајући у виду да је њена мотивна реч глагол.

## Грађење глаголских именица
Различити језици имају различите врсте глаголских именица и различите начине формирања и коришћења.
Глаголске именице у српском језику се граде пре свега од прелазних глагола. За творбену основу узима се трпни придев на –н и –т на који се додаје суфикс –је . Сугласници –н и –т се јотују са –ј из наставка и дају –њ и –ћ: писати – писан + је > писање; улегнути – улегнут + је > улегнуће.
Могу да се граде и од непрелазних глагола додавањем наставка –ње и –ће на творбену основу, у овом случају граматичку основу глагола: скакати – скака+ње > скакање, ускрснути – ускрсну+ће > ускрснуће.
Осим наведених суфикса за грађење глаголских именица, користе се и неки мање продуктивни суфикси:
-ба: берба, журба – творбена основа је у овом случају окрњена граматичка основа (брати –бер-е-м) или окрњени инфинитив као у примерима: пловидба (пловит-и – пловид+ба > пловидба), при чему се сугласник –т из окрњене основе изједначио по звучности са наставком –ба и дао сугласник –д.
-ва: клетва
-њава: кукњава
-ак: одлазак
-ај: удисај
-ња: изградња
-нулти суфикс: увоз
Пример глаголске именице у енглеском језику је реч која означава певање у реченици "Singing is fun" – „Певање је забавно".  Именице могу бити нелични глаголске облици као што су инфинитив у примеру: His greatest desire was to serve his country. (Његова највећа жеља је била да служи својој отаџбини), или герунд (наставак-ing), као у првом примеру, у енглеском (или латинском) језику. Могу бити и "чисте" глаголске именице (-ing наставак), формиране од глагола, али се понашају граматички потпуно као именице, а не као глаголи (немају директне објекте, на пример: Most verses of the psalm have multiple readings). Такви случајеви се могу звати и девербалним именицама, пре него глаголским именицама.